# Брюкур
Брюку́р (фр. Brucourt) — коммуна во Франции, находится в регионе Нижняя Нормандия. Департамент коммуны — Кальвадос. Входит в состав кантона Дозюле. Округ коммуны — Лизьё.
Код INSEE коммуны — 14110.

## Население
Население коммуны на 2010 год составляло 127 человек.
| 1962 | 1968 | 1975 | 1982 | 1990 | 1999 | 2010 |
| ---- | ---- | ---- | ---- | ---- | ---- | ---- |
| 111  | 114  | 84   | 107  | 108  | 120  | 127  |

## Экономика
В 2010 году среди 84 человек трудоспособного возраста (15—64 лет) 53 были экономически активными, 31 — неактивными (показатель активности — 63,1 %, в 1999 году было 67,1 %).  Из 53 активных жителей работали 50 человек (32 мужчины и 18 женщин), безработных было 3 (2 мужчин и 1 женщина).  Среди 31 неактивных 6 человек были учениками или студентами, 11 — пенсионерами, 14 были неактивными по другим причинам.